# STS-75
STS-75 var en flygning i det amerikanska rymdfärjeprogrammet med rymdfärjan Columbia.  Den sköts upp från Pad 39B vid Kennedy Space Center i Florida den 22 februari 1996. Efter drygt femton dagar i omloppsbana runt jorden återinträdde rymdfärjan i jordens atmosfär och landade vid Kennedy Space Center.